# Полешин
Полешин (пол. Poleszyn) — село в Польщі, у гміні Добронь Паб'яницького повіту Лодзинського воєводства.
Населення — 184 особи (2011).
У 1975-1998 роках село належало до Серадзького воєводства.

## Демографія
Демографічна структура станом на 31 березня 2011 року:
|          | Загалом | Допрацездатний вік | Працездатний вік | Постпрацездатний вік |
| -------- | ------- | ------------------ | ---------------- | -------------------- |
| Чоловіки | 87      | 21                 | 59               | 7                    |
| Жінки    | 97      | 26                 | 54               | 17                   |
| Разом    | 184     | 47                 | 113              | 24                   |